# Sillon terminal du cœur
Le sillon terminal du cœur est une dépression longiligne sur la surface externe de l'atrium droit du cœur.

## Structure
Le sillon terminal du cœur s'étend de l'avant de la veine cave supérieure à l'avant de la veine cave inférieure. Il sépare les veines caves de la base de l'atrium droit.
Il répond extérieurement à la crête terminale de l'atrium droit.
Le bord supérieur du sillon terminal correspond au plan transversal contenant le nœud sinusal et le bord inférieur correspond au plan transversal contenant le nœud atrioventriculaire.